# Aliska Lahusen
Aliska Lahusen (ur. 4 marca 1946 w Łodzi) – polsko-szwajcarska malarka, rzeźbiarka, artystka wizualna.

## Życiorys
Ukończyła studia na Akademii Sztuk Pięknych w Warszawie (1972). Po wyjechaniu z Polski zamieszkała w Genewie, gdzie także studiowała na École Supérieure des Beaux-Arts w Genewie. W 1977 zamieszkała w Paryżu, gdzie studiowała na wydziale historii sztuki i archeologii na Uniwersytecie Paryskim i historię sztuki na École Nationale Supérieure des Beaux-Arts. Pracuje w Paryżu i Burgundii. Reprezentuje galerię Rosa Turetsky w Genewie.

## Twórczość
Inspiracje czepie m.in. z kultur: japońskiej, meksykańskiej, indyjskiej z różnych epok. Natchnieniem są dla niej m.in. pobyty w klasztorach i świątyniach różnych religii oraz przedmioty związane z duchowością. Projektuje rzeźby z ołowiu i szkła, o prostych kształtach. Tworzy także wielkoformatowe monochromatyczne obrazy na blasze ołowianej. Realizuje m.in. przedmioty codziennego użytku w zmienionej skali. Od 2004 stosuje tradycyjną technikę chińskiej laki w pracach dwu- i trójwymiarowych.
Jej prace znajdują się m.in. w Muzeum Hierona.

## Wybrane wystawy
- wystawa w Centrum Rzeźby Polskiej w Orońsku (1997)[7]
- „L’Art dans les Chapelles” (Bretania 2003)
- Centre d’art de l’Yonne (Abbaye de Quincy 2009)[5],
- Wersnizaż Konkursu im. Paderewskiego, Galerie Roi Doré (Paryż 2018)[3]
- „Confluence”, Muzeum Sztuki i Techniki Japońskiej „Manggha” (Kraków 2018)[8]
- „DŌ”, Shefter Gallery w Krakowie (Kraków 2018)[2]
- „Any Time, Now”, Galeria Akie Archie (Paryż 2019)[9]
- wystawy indywidualne „Disruption”, „Störung” i „Perturbation”, Galerie Oriane (Monachium 2023)[4]